# 因德日赫赫拉德茨

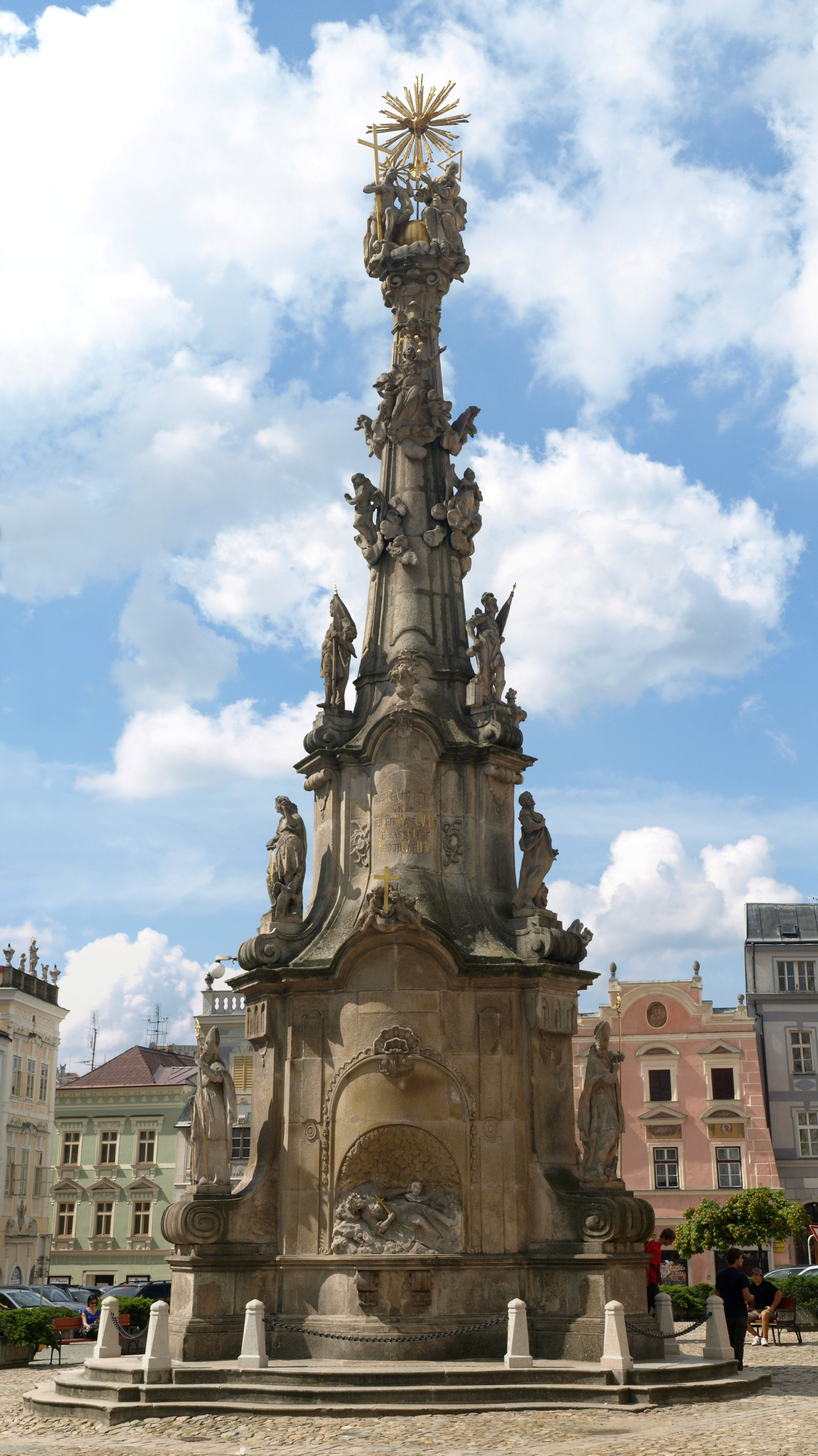
因德日赫赫拉德茨圣三柱

因德日赫赫拉德茨（捷克語：Jindřichův Hradec，發音：[ˈjɪndr̝ɪxuːf ˈɦradɛts] ⓘ）是捷克南波希米亞州的城鎮，位於該國西部，毗鄰與奧地利接壤的邊境，面積74.27平方公里，海拔高度475米，2007年人口22,604。

## 景点
- 因德日赫赫拉德茨城堡

## 外部連結
- Municipal website（页面存档备份，存于） (cs, de, en)
- Jindrichuv Hradec（页面存档备份，存于） - travel guide ( basic facts, history, sights, one-day trips)